# Persea glabra
Espèce
Statut de conservation UICN

 VU D2 : Vulnérable
Persea glabra est une espèce de plantes à fleurs de la famille des Lauraceae endémique du Brésil.

## Publication originale
- Kew Bulletin 48(1): 25. 1993.